# Rolando Blackburn
Rolando Manrique Blackburn Ortega (ur. 9 stycznia 1990 w mieście Panama) – panamski piłkarz występujący na pozycji napastnika, reprezentant Panamy, od 2025 roku zawodnik San Francisco.

## Kariera klubowa
Blackburn pochodzi ze stołecznego miasta Panama i jest wychowankiem tamtejszego zespołu Tauro FC. Do seniorskiej drużyny został włączony jako dziewiętnastolatek i w jesiennym sezonie Apertura II 2009 zdobył ze swoją ekipą wicemistrzostwo kraju. W Liga Panameña de Fútbol zadebiutował dopiero 15 stycznia 2010 w wygranym 1:0 spotkaniu ze Sportingiem San Miguelito. W tych samych rozgrywkach, Apertura 2010, osiągnął pierwsze w karierze mistrzostwo Panamy. Nie mogąc wywalczyć sobie miejsca w podstawowym składzie Tauro, odszedł do gwatemalskiego Juventudu Retalteca, gdzie grał bez większych sukcesów przez pół roku. W styczniu 2011 powrócił do ojczyzny, podpisując kontrakt z Chorrillo FC; tam został podstawowym zawodnikiem i jego barwach strzelił premierową bramkę w lidze panamskiej – 16 lutego w wygranej 2:0 konfrontacji z Alianzą. W sezonie Clausura 2011 zdobył ponadto z Chorrillo wicemistrzostwo Panamy.
Wiosną 2012 Blackburn został wypożyczony do słowackiego FK Senica. W Corgoň liga zadebiutował 10 marca w wygranym 1:0 pojedynku z DAC, natomiast pierwszego gola strzelił 3 kwietnia w wygranym 4:0 meczu z Trenčínem. W barwach Senicy wziął udział w kwalifikacjach do Ligi Europy, zdobywając dwie bramki w dwumeczu pierwszej rundy z węgierskim MTK (1:1, 2:1), a jego ekipa odpadła w drugiej rundzie.

## Kariera reprezentacyjna
W 2008 roku Blackburn został powołany do reprezentacji Panamy U-20 na kwalifikacje do Młodzieżowe Mistrzostwa Ameryki Północnej. Wpisał się wówczas na listę strzelców w spotkaniu fazy grupowej z Gwatemalą (2:1) oraz w pojedynku barażowym z Hondurasem (1:2). Jego drużyna nie zdołała ostatecznie awansować do rozgrywek kontynentalnego czempionatu. W 2010 roku znalazł się w składzie reprezentacji Panamy U-23 na Igrzyska Ameryki Środkowej i Karaibów, gdzie rozegrał dwa mecze i zdobył bramkę w konfrontacji z Gwatemalą (3:0), jednak turniej po fazie wstępnej został przerwany przez CONCACAF. Rok później wziął udział w czterech meczach w ramach kwalifikacji do Igrzysk Olimpijskich w Londynie, zdobywając bramki w meczach z Gwatemalą (3:1), Kostaryką (1:1) i w rewanżu z drugim z wymienionych rywali (2:1). Panamczycy awansować z rundy wstępnej, jednak we właściwych kwalifikacjach odpadli w fazie grupowej i nie dostali się na olimpiadę.
W seniorskiej reprezentacji Panamy Blackburn zadebiutował za kadencji selekcjonera Julio Césara Dely Valdésa, 18 grudnia 2010 w przegranym 1:2 meczu towarzyskim z Hondurasem. Premierowego gola w kadrze narodowej strzelił za to 15 listopada 2011 w wygranym 3:0 meczu z Dominiką w eliminacjach do Mistrzostw Świata 2014. W tych kwalifikacjach wpisał się także na listę strzelców w spotkaniu z Kanadą (2:0).